# Jedburgh Abbey

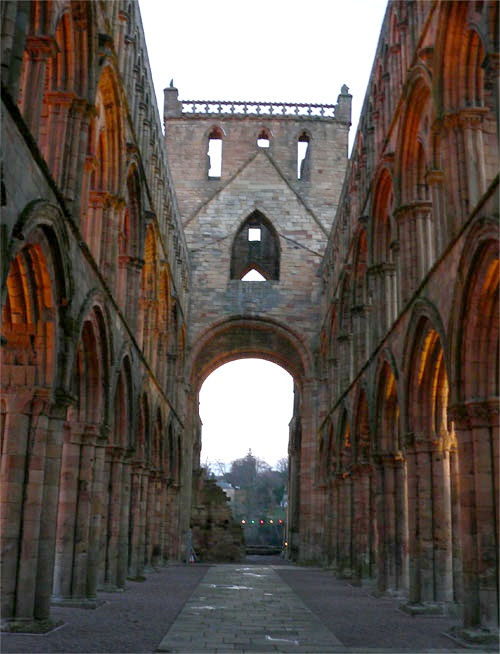
Het interieur van de dakloze Jedburgh Abbey

Jedburgh Abbey is een twaalfde- en vroegdertiende-eeuwse augustijner abdij in Jedburgh in de Schotse regio Scottish Borders. De abdij is in 1138 door koning David I en bisschop John of Glasgow opgericht als een priorij. Vanaf 1296 vonden er, door de slechte Engelse-Schotse betrekkingen, geregeld overvallen plaats op de abdij. In de periode 1540-1550 is de ondergang van de abdij begonnen, geholpen door de reformatie in 1560. Enkel het (nu dakloze) kerkgebouw is overeind gebleven, doordat het tot 1875 als parochiekerk werd gebruikt.

## Geschiedenis
Het moederhuis van de priorij was vermoedelijk de abdij St. Quentin in Beauvais (Frankrijk). Voor 1154 verkreeg de priorij de status van abdij. De priorijen van Blantyre (Lanarkshire), Canonbie (Dumfriesshire) en Restenneth (Angus) werden uiteindelijk afhankelijk van de abdij.
In 1285 huwde Alexander III zijn tweede koningin Yolande de Dreux in Jedburgh Abbey. Er is een legende die zegt dat een geest bij dit huwelijk verscheen om de dood van de koning aan te kondigen; de koning stierf het jaar erop.
In 1296 logeerde Eduard I van Engeland in de abdij en stelde een pro-Engelse abt aan, wat niet voorkwam dat ook de abdij slachtoffer werd van het conflict tussen de Engelsen en de Schotten. In 1305 sloopte Engelse troepen onder leiding van Richard Hasting het lood van de daken, nodig in de productie van belegeringsmachines.
Toen in 1312 de Schotten Roxburgh Castle bij Kelso veroverden, vluchtten de abt en elf broeders over de grens naar hun landerijen in Yorkshire.
In de latere veertiende eeuw konden de kloostergebouwen hersteld worden. De gemeenschap werd groter net als het klooster en de kapittelzaal. De abdij kwam weer in de gevarenzone door aanvallen in 1409, toen Jedburgh Castle werd vernietigd, 1410, 1416 en 1464. In 1523 werd de abdij verbrand door de troepen van de graaf van Surrey; de abdij kon niet in zijn geheel meer worden hersteld. In 1544 veroorzaakte het Engelse leger van de graaf van Hertford zoveel schade, dat er werd besloten om de abdij als versterking in te richten. Het waren echter de Fransen onder leiding van generaal D'Esse die in 1547 hier werk van maakten.
Vanaf de reformatie verviel de abdij drastisch. De kerk bleef in gebruik als parochiekerk totdat in 1875 een nieuwe parochiekerk werd gebouwd bij het Jed Water. In 1913 kwam het kerkgebouw in staatsbeheer.

## Beheer
Jedburgh Abbey wordt beheerd door Historic Scotland, net als de overige border abbeys Melrose Abbey, Kelso Abbey en Dryburgh Abbey.